# روبرت والاس (سياسي)
روبرت والاس هو سياسي كندي، ولد في 8 ديسمبر 1820 بغلاسكو في المملكة المتحدة، وتوفي في 1899. حزبياً، نشط في حزب كندا المحافظ.